# Zecca di Ravenna

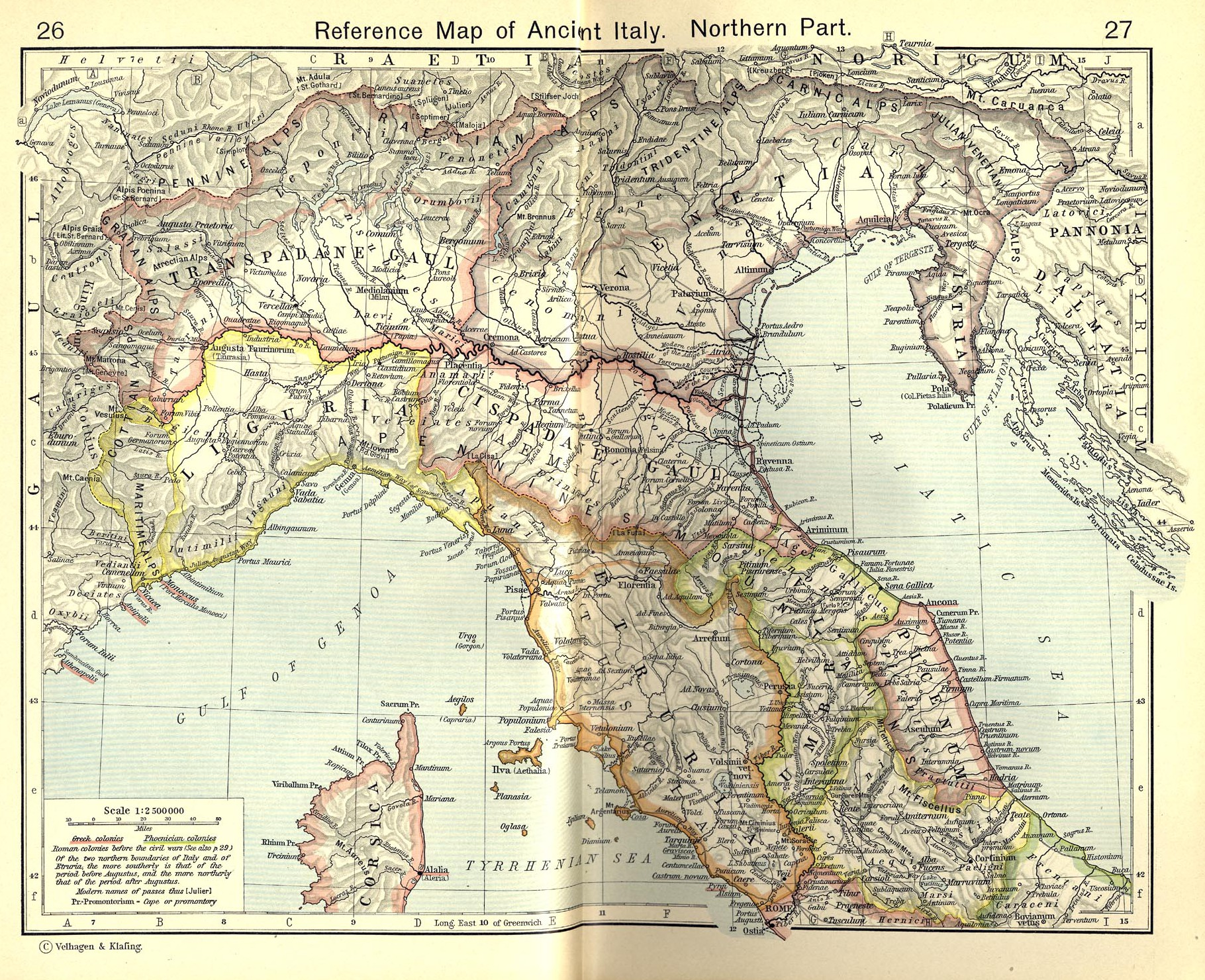
Il nord dell'Italia romana, con Ravenna nella parte nord occidentale, a sud del fiume Po.

La zecca e monetazione di Ravenna (Moneta) era l'edificio presso il quale vi fu la prima coniazione di monete in epoca imperiale a Ravenna, a partire dall'Imperatore Onorio quando la capitale dell'impero romano fu qui spostata da Mediolanum nel 402.

## Edificio
Le indagini archeologiche non hanno ancora in modo definitivo individuato con sicurezza l'antico edificio presso il quale fu iniziata la coniazione delle monete di Ravenna. Sulla base di quanto accaduto "in parallelo" nell'altra capitale imperiale del periodo tetrarchico, Mediolanum, potrebbe trovarsi non molto distante dal foro romano della città.

## Segni di zecca
Pochi furono nel V secolo i segni di zecca. Ricordiamo infatti RV = R(a)V(enna).

## Storia e monetazione

### Monetazione da Onorio alla caduta dell'Impero romano d'Occidente
La zecca aprì nel 402, quando Onorio, figlio di Teodosio I, decise di trasferire a Ravenna la residenza dell'Impero romano d'Occidente da Mediolanum, troppo esposta agli attacchi barbarici. Ravenna fu scelta come nuova capitale e sede della prefettura del pretorio d'Italia, perché godeva di una migliore posizione strategica e di difendibilità data la sua condizione di città marittima avvantaggiandosi dell'incontrastato dominio romano sul mare. In breve tempo, da centro di periferia, Ravenna si trasformò in città cosmopolita, fulcro di gravitazione politica, culturale e religiosa. Dopo aver preso a modello il fasto di Costantinopoli, Ravenna, ad essa legata da vincoli di parentela e continui scambi, assunse l'aspetto di una residenza imperiale bizantina: sorsero grandiose costruzioni civili e religiose che emulavano, nell'architettura e nelle decorazioni, quelle della capitale d'Oriente.
| Da Onorio alla caduta dell'Occidente | Da Onorio alla caduta dell'Occidente | Da Onorio alla caduta dell'Occidente                                                                                  | Da Onorio alla caduta dell'Occidente | Da Onorio alla caduta dell'Occidente | Da Onorio alla caduta dell'Occidente | Da Onorio alla caduta dell'Occidente     |
| Immagine                             | Valore                               | Dritto | Rovescio | Datazione                            | Peso; diametro                       | Catalogazione                            |
| ------------------------------------ | ------------------------------------ | --- | --- | ------------------------------------ | ------------------------------------ | ---------------------------------------- |
|                                      | Solido                               | D N HONORI-US P F AVG, busto di Onorio rivolto verso destra, con corazza, perle, diadema e drappeggio.                | VICTORI-A-AUGG, Onorio in piedi di fronte, la testa girata verso destra, un piede su un prigioniero, tiene un labarum ed una Vittoria su un globo; in esergo R-V//COMOB.                                                  | 402-406                              | 4.42 gr, 7 h.                        | RIC X 1287; Ranieri 12; Depeyrot 7/1.    |
|                                      | Solido                               | D N IOHANNES P F AVG, busto di Giovanni Primicerio rivolto verso destra, con corazza, perle, diadema e drappeggio.    | VICTORI-A-AUGG, Onorio in piedi di fronte, la testa girata verso destra, un piede su un prigioniero, tiene un labarum ed una Vittoria su un globo; in esergo R-V//COMOB.                                                  | 423-425                              | 4.36 gr.                             | RIC X 1901 (R2); Depeyrot 12/1.          |
|                                      | Solido                               | D N VALENTI-NIANUS P F AVG, busto di Valentiniano III rivolto verso destra, con corazza, perle, diadema e drappeggio. | VICTORI-A-AUGG, Valentiniano III in piedi di fronte, la testa girata verso destra, un piede su un serpente con la testa umana, tiene una grande croce che poggia terra ed una Vittoria su un globo; in esergo R-V//COMOB. | 426-430                              | 4.39 gr, 6 h.                        | RIC X 2010; Depeyrot 17/1.               |
|                                      | tremisse                             | D N AVITUS P F AVG, busto di Avito rivolto verso destra, con corazza, perle, diadema e drappeggio.                    | Croce al centro di una corona; in esergo COMOB. | 455-456                              | 1.53 gr.                             | RIC X 2402; Lacam pl. 53; Depeyrot 50/1. |
|                                      | Solido                               | D N LIBIUS-SEVERUS P F AVG, busto di Libio Severo rivolto verso destra, con corazza, perle, diadema e drappeggio.     | VICTORI-A-AUGG, Libio Severo in piedi di fronte, un piede su un serpente con la testa umana, tiene una grande croce che poggia terra ed una Vittoria su un globo; in esergo R-V//COMOB.                                   | 461-465                              | 4.31 gr.                             | RIC X 2719; Depeyrot 24/1; Lacam 25.     |
| N.B.: Qui sopra alcuni esempi.       |                                      | | |                                      |                                      |                                          |

### Monetazione bizantina
Nel 476 Ravenna cadde per un colpo di stato militare del generale Odoacre che, a capo di una milizia di mercenari eruli, sciri, rugi e turcilingi (cioè della componente germanica delle truppe imperiali), spodestò Romolo Augusto e si impadronì della città. Il regno di Odoacre, il primo regno barbarico esistente in Italia, si estese su tutta la Prefettura ma ebbe vita breve: nel 493 Odoacre fu sconfitto dal re dei Ostrogoti, Teodorico, che divenne il nuovo signore d'Italia. Il nuovo regno ostrogoto instaurato da Teodorico continuò a mantenere, come già in precedenza, l'organizzazione provinciale e statale romana.
Attorno alla metà del VI secolo l'imperatore Giustiniano I avviò un'imponente serie di campagne per la riconquista dell'Occidente ed in particolare dell'Italia. Nella penisola l'imperatore diede inizio alla lunga e sanguinosa guerra contro gli Ostrogoti. Nel 539 venne riconquistata Ravenna, capitale dei Goti e sede prefettizia, ed i Bizantini presero a nominarvi propri prefetti. La lunga campagna ebbe termine solamente nel 552-553 con la spedizione risolutiva del generale Narsete.
Il 13 agosto 554, con la promulgazione a Costantinopoli da parte di Giustiniano di una prammatica sanzione (pro petitione Vigilii) (Prammatica sanzione sulle richieste di papa Vigilio), la Prefettura d'Italia rientrava, sebbene non ancora del tutto pacificata, nel dominio romano.
Narsete rimase ancora in Italia con poteri straordinari e riorganizzò anche l'apparato difensivo, amministrativo e fiscale. A difesa della prefettura furono stanziati quattro comandi militari, uno a Forum Iulii, uno a Trento, uno sulla regione dei Laghi maggiore e di Como ed infine uno presso le Alpi Cozie e Graie..
| Da Odoacre ai Bizantini        | Da Odoacre ai Bizantini | Da Odoacre ai Bizantini                                                             | Da Odoacre ai Bizantini | Da Odoacre ai Bizantini | Da Odoacre ai Bizantini           | Da Odoacre ai Bizantini       |
| Immagine                       | Valore                  | Dritto                                                                              | Rovescio | Datazione               | Peso; diametro                    | Catalogazione                 |
| ------------------------------ | ----------------------- | ----------------------------------------------------------------------------------- | --- | ----------------------- | --------------------------------- | ----------------------------- |
|                                | Siliqua di Giustino II  | D N IVSTINVS P P AVG, busto di Giustino II rivolto verso destra.                    | Croce con cristogramma, accantonata da stelle; tutto entro corona.                                                                                           | 565-578                 | AR 0.72 g, 6 h, zecca di Ravenna. | DOC I 215; MIB II 41; SB 412. |
|                                | Tremisse di Maurizio    | D N MAUR TIB P P AVG, busto di Maurizio rivolto verso destra con diadema e corazza. | VICTORIA AUGUSTORUM, la Vittoria di fronte, la testa verso sinistra, tiene una corona ed un globo crucigero, una stella in basso a destra; in esergo CON OB. | 583-602                 | 1.43 g, 6 h.                      | DOC I 287; SB 592.            |
| N.B.: Qui sopra alcuni esempi. |                         |                                                                                     | |                         |                                   |                               |

### Monetazione longobarda
Nel 751 Astolfo espugnò la città di Ravenna e la tenne fino al 756, quando il re dei Franchi Pipino il Breve lo costrinse a cederla al papa. In questo periodo ebbe a disposizione le strutture della zecca di Ravenna e riuscì ad emettere monete con denominazioni bizantine (solidi, tremissi e follis). Queste monete, oltre ad essere coniate secondo il sistema monetario bizantino di quel periodo, ne imitavano anche i tipi, mostrando Astolfo con una lunga barba ed una particolare capigliatura. Inoltre le monete furono datate, caratteristica delle monete bizantine ma altrimenti assente nella monetazione longobarda. Le monete conosciute sono poche. Due date note sono indicate con la lettera greca "Ζ" (zeta, corrispondente al numero 7) e con la lettera "Η" (eta, corrispondente al numero 8). Nel primo caso è indicato il 753/4 e nel secondo il 754/5. Esistono anche dei follis con al rovescio l'indicazione dell'anno nel campo accompagnata dalla parola ANNO. I follis di bronzo coniati da Astolfo furono la conseguenza della conquista di Ravenna nel 751. Il piede numismatico utilizzato nella monetazione aurea fu lo stesso usato nell'Impero romano d'Oriente, con un solido da 4,55 grammi e quindi un tremisse da circa 1,45 grammi. Il titolo fu, come quello della monetazione romana, di buon livello.
| Parentesi longobarda           | Parentesi longobarda | Parentesi longobarda | Parentesi longobarda                                              | Parentesi longobarda | Parentesi longobarda | Parentesi longobarda                    |
| Immagine                       | Valore               | Dritto | Rovescio                                                          | Datazione            | Peso; diametro       | Catalogazione                           |
| ------------------------------ | -------------------- | --- | ----------------------------------------------------------------- | -------------------- | -------------------- | --------------------------------------- |
|                                | Follis di Astolfo    | [D] N IST VLF[VS REX], busto di Astolfo rivolto verso destra con busto drappeggiato, tiene un globo crucigero nella mano destra; una corona in alto con una croce. | Una grande M, una croce sopra, [A]/N/N/[O] I in mezzo, RAV sotto. | 751-752              | 1.43 g, 6 h.         | Ranieri 848; BMC Vandals -; MEC 1, 324. |
| N.B.: Qui sopra alcuni esempi. |                      | |                                                                   |                      |                      |                                         |